# Hydropsyche pictetorum
Hydropsyche pictetorum là một loài Trichoptera trong họ Hydropsychidae. Chúng phân bố ở miền Cổ bắc.